# کریستوفر لی (بازیگر مالزیایی)
کریستوفر لی (انگلیسی: Christopher Lee؛ زادهٔ ۲۳ ژوئیهٔ ۱۹۷۱) با نام کامل کریستوفر لی منگ سون بازیگر، مجری و تاجر مالزیایی است که در سنگاپور و تایوان ساکن است.
از کارهای او می‌توان به سریال پری جام (۲۰۰۵) و فیلم روح (۲۰۲۱) اشاره کرد.

## دوران ابتدایی زندگی
او یک خواهر بزرگتر و دو برادر کوچکتر از خود دارد که کوچک‌ترین برادرش، فردریک لی منگ سون در حرفه بازیگری و مدل در مالزی به فعالیت مشغول است.